# 宮崎サングリーン観光
宮崎サングリーン観光株式会社（みやざきサングリーンかんこう）は、かつて宮崎県児湯郡高鍋町に本社を置いたバス事業者であった。貸切バス・送迎バスの運行事業を行うほか、コミュニティバスの受託運行のかたちで路線バスの運行も行っている。公益社団法人日本バス協会の会員にはなっていない。
2011年4月8日、宮崎地裁より破産手続き開始決定を受けた。

## 本社・営業所
- 本社
  - 宮崎県児湯郡高鍋町大字持田5656-2

## 路線バス
- 高鍋町のコミュニティバスである、高鍋町内巡回バスを受託運行している。